# Artes
För gymnasieutbildningen med detta namn, se Europaskolan
Artes var en svensk kulturtidskrift om litteratur, konst och musik. Den grundades 1975 av Kungliga Musikaliska Akademien, Konstakademien och Svenska Akademien och snart anslöt sig även Samfundet De Nio. Artes lades ner 2005 av ekonomiska skäl.
Ansvarig utgivare var då Horace Engdahl som ständig sekreterare i Svenska Akademien. Jämfört med nyare tidskrifter var Artes känd för stabilitet, genuin kvalitet och som något kulturkonservativ.
Tidskriften producerade ungefär 600 sidor per år i fyra nummer. Upplagan var 1500 vid slutet. Det fanns också en tidskrift på engelska, Artes International. Artes finansierades av prenumerationer och stöd. Konst- och Musikakademierna bidrog med 90 000 var per år medan Svenska Akademien stod för merparten med 600 000 per år.

## Historia
Artes grundades 1975 med Östen Sjöstrand som redaktör. Han öppnade för avancerade essäer och höll populära essätävlingar. Han undvek inte det svårtillgängliga och tidskriften blev en favorit bland kulturellt intresserade läsare. Sjöstrand blev också medlem av Svenska Akademien 1975. Enligt kulturkritikern Curt Bladh gav det honom insikt i diskussionerna om Nobelpriset i litteratur och flera framtida pristagare presenterades i Artes.
1989 tog Bengt Jangfeldt och Gunnar Harding över tidskriften och gjorde den till mer av "ett bildningsinstitut", som Horace Engdahl uttryckte sig i det sista numret.
Anna Brodow och Jan Arnald tog över 2001 och försökte få fler prenumeranter och förnya innehållet med mer samtidskonst. Anna Brodow kommenterade att många av Artes traditionella höll på att bli för gamla för att kunna ta sig igenom så omfattande material. Hon sa också att det var svårt att täcka in konst, musik och litteratur på samma gång.
I april 2005 tillkännagavs det att Artes skulle läggas ner vid slutet av året. Den kostade för mycket och hade för få läsare enligt Beate Sydhoff, dåvarande ständig sekreterare vid Konstakademien. Tidskriften hade förlorat sitt kulturtidskriftsstöd från Statens kulturråd ett par år tidigare då ägarna ansågs för ekonomiskt starka för att få stöd.